# Heinrich Limpricht
Heinrich Limpricht (21 de abril de 1827 — 13 de maio de 1909) foi um químico alemão.
Limpricht foi aluno de Friedrich Wöhler. Trabalhou com a química do furano e pirrol, descobrindo o furano em 1870.
Em 1852 foi lecturer e em 1855 professor extraordinário na Universidade de Göttingen. Em 1860 tornou-se professor ordinário do Instituto de Química Orgânica da Universidade de Greifswald. Sua filha mais velha Marie (1856-1925) casou em 1875 com o teólogo protestante Julius Wellhausen.
Wilhelm Rudolph Fittig e Hans von Pechmann foram seus alunos.